# Kevin van Diermen
Kevin van Diermen (Spakenburg, 3 juli 1989) is een Nederlands voormalig profvoetballer die als verdediger speelde.

## Carrière
Kevin van Diermen, afkomstig uit de jeugdopleiding van IJsselmeervogels stapte in de loop van zijn jeugdopleiding over naar Vitesse.
Van Diermen werd in het seizoen 2006/2007 door trainer Aad de Mos bij de eerste selectie van Vitesse gehaald, nadat hij in een oefenwedstrijd van Jong Vitesse tegen Jong AZ indruk maakte. De zondag daarop, 15 april 2007, maakte hij zijn debuut in het betaald voetbal. In de met 1–0 verloren wedstrijd tegen AZ kwam hij in de 69e minuut het veld op voor Ruud Knol. Ook kwam hij in die periode uit voor diverse Nederlandse jeugdselecties. Dat jaar tekende hij zijn eerste profcontract, lopend tot medio 2011, bij Vitesse.
Eind 2010 werd Van Diermen, net gerevalideerd van een knieblessure, voor een half jaar verhuurd door Vitesse aan Go Ahead Eagles. Bij de ploeg uit Deventer zou de in Spakenburg woonachtige Van Diermen uiteindelijk tot acht duels komen.
In maart 2012 werd bekend dat het contract van Van Diermen niet verlengd zou worden bij Vitesse. In juli 2012 werd bekend dat hij de overstap zou maken naar SBV Excelsior, waar hij voor twee seizoenen tekende. In februari 2014 kondigde Excelsior aan dat van Diermen zijn contract verlengd had tot medio 2016. Van Diermen kwam in het seizoen 2015/16 weinig aan spelen toe bij Excelsior, waardoor hij op huurbasis overstapte naar NAC Breda. Omdat het zijn laatste contractjaar betrof, waren Van Diermen en NAC Breda nog in overhandeling over een langer verblijf. Op 1 juli 2016 ging Van Diermen definitief naar NAC Breda. Op 31 januari 2017 liet hij zijn contract ontbinden en tekenden aansluitend tot medio 2018 bij De Graafschap. Nadat dit contract afliep kwam zijn profloopbaan ten einde en ging hij spelen bij IJsselmeervogels in de Tweede divisie. Hij werd direct aanvoerde bij zijn jeugdclub. In januari 2021 beëindigde hij zijn loopbaan.

## Statistieken
| Seizoen         | Club                     | Competitie      | Wedstrijden | Doelpunten |
| --------------- | ------------------------ | --------------- | ----------- | ---------- |
| 2006/07         | Vitesse                  | Eredivisie      | 1           | 0          |
| 2007/08         | Vitesse                  | Eredivisie      | 6           | 0          |
| 2008/09         | Vitesse                  | Eredivisie      | 9           | 0          |
| 2009/10         | Vitesse                  | Eredivisie      | 23          | 0          |
| 2010/11         | Vitesse                  | Eredivisie      | 0           | 0          |
| 2010/11         | → Go Ahead Eagles (huur) | Eerste divisie  | 8           | 1          |
| 2011/12         | Vitesse                  | Eredivisie      | 1           | 0          |
| 2012/13         | Excelsior                | Eerste divisie  | 30          | 0          |
| 2013/14         | Excelsior                | Eerste divisie  | 35          | 2          |
| 2014/15         | Excelsior                | Eredivisie      | 19          | 0          |
| 2015/16         | Excelsior                | Eredivisie      | 4           | 0          |
| 2015/16         | → NAC Breda (huur)       | Eerste divisie  | 11          | 2          |
| 2016/17         | NAC Breda                | Eerste divisie  | 15          | 1          |
| 2016/17         | De Graafschap            | Eerste divisie  | 15          | 0          |
| 2017/18         | De Graafschap            | Eerste divisie  | 18          | 0          |
| 2018/19         | IJsselmeervogels         | Tweede divisie  | 29          | 0          |
| 2019/20         | IJsselmeervogels         | Tweede divisie  | 12          | 0          |
| 2020/21         | IJsselmeervogels         | Tweede divisie  | 4           | 1          |
| Carrière totaal | Carrière totaal          | Carrière totaal | 240         | 7          |

## Erelijst
Excelsior
- Promotie

2014